# Georg von Gumppenberg

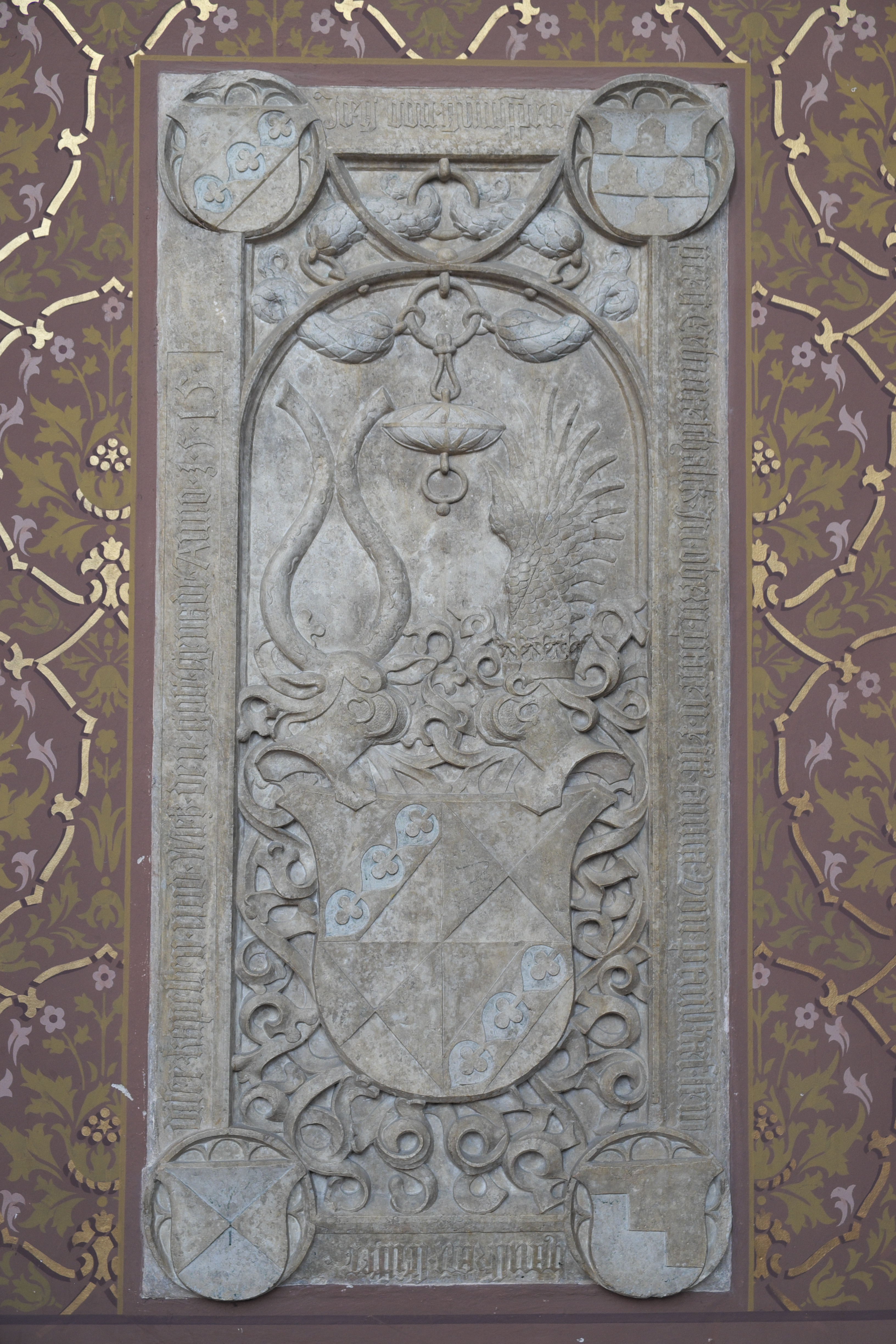
Epitaph für Georg von Gumppenberg in der Kirche St. Peter und Paul in Pöttmes

Georg von Gumppenberg († 1515) war Rat und Hofmarschall des bayerischen Herzogs.
Georg von Gumppenberg, der aus dem altbayerischen Uradelsgeschlecht Gumppenberg stammte, wurde 1480 Rat des Herzogs Albrecht IV. und nach dessen Tod des Herzogs Wilhelm IV. Gleichzeitig wurde er Hofmarschall. Von 1493 bis 1498 war Georg von Gumppenberg Pfleger in Pfaffenhofen an der Ilm und von 1501 bis 1506 in Friedberg. Von 1504 bis zu seinem Tod im Jahr 1515 besaß er den Titel eines Erblandmarschalls von Oberbayern. 
Georg von Gumppenberg war Mitinhaber des Marktes Pöttmes und der Hofmark Pertenau. 
An der nördlichen Chorwand in der katholischen Pfarrkirche St. Peter und Paul in Pöttmes erinnert ein Epitaph an Georg von Gumppenberg. Es wird dem Ingolstädter Münsterbaumeister Erhard Heidenreich zugeschrieben.